# 빅토르 린드그렌 (사격 선수)
빅토르 클라에스 리카르드 린드그렌(스웨덴어: Victor Claes Rickard Lindgren, 2003년 5월 16일~)은 스웨덴의 사격 선수로 주 종목은 소총이다. 2024년 하계 올림픽 남자 10m 공기소총 종목에서 은메달을 획득했다.

## 경력
스코네주 셰보 출신이다.
2023년 8월 아제르바이잔 바쿠에서 열린 2023년 세계 선수권 대회에 참가했다. 그는 10m 공기소총 종목에서 251.3점을 획득하여 중국의 양하오란과 체코의 프란티셰크 스메타나를 꺾고 금메달을 획득했다.
2024년 8월 프랑스 파리에서 열린 2024년 하계 올림픽에 참가했으며 10m 공기소총 종목에서 251.4점을 획득하여 중국의 성리하오의 뒤를 이어 은메달을 획득했다.